# Porto Grande (Cap-Vert)
Le grand port (en portugais : Porto Grande) est un port situé à Mindelo sur l'île de São Vicente au Cap-Vert.

## Caractéristiques
Construit en 1962, le Porto Grande compte douze quais.
Porto Grande a un quai de 315 mètres de longueur et 11,5 mètres de profondeur pour la décharge en vrac sec et liquide. Il dispose également de deux quais d'une longueur de 350 mètres chacun, d'une largeur de 50 mètres et d'une profondeur allant de 10 à 12 mètres, pour le déchargement des conteneurs.
Le port compte aussi un terminal de cabotage d'une surface couverte de 1 000 m2 pour le fret de marchandises et le transport de passagers, construit en dehors du port de marchandises pour faciliter le travail sur les navires long courrier et offrir de meilleures conditions aux passagers et aux transporteurs nationaux.
Le terminal a un périmètre de 235 mètres, divisé en trois postes d'amarrage pour le cabotage et deux rampes d'accès ro-ro, dont l’une en métal et l’autre en béton.
Le port dispose d'un entrepôt frigorifique d'une superficie totale de 1 hectare, avec une couverture pour la congélation et la conservation de 6000 tonnes de poisson et de denrées périssables.
Pour le stockage de marchandises, il a des entrepôts d'une superficie couverte de 7 000 m2.
Le port a deux bascules pour contrôler le poids des conteneurs.

## Activités
Le Porto Grande, est le port le plus fréquenté du Cap-Vert, avec des services de traversiers vers les îles de Santo Antão, São Nicolau, Santiago et Sal,.

## Galerie

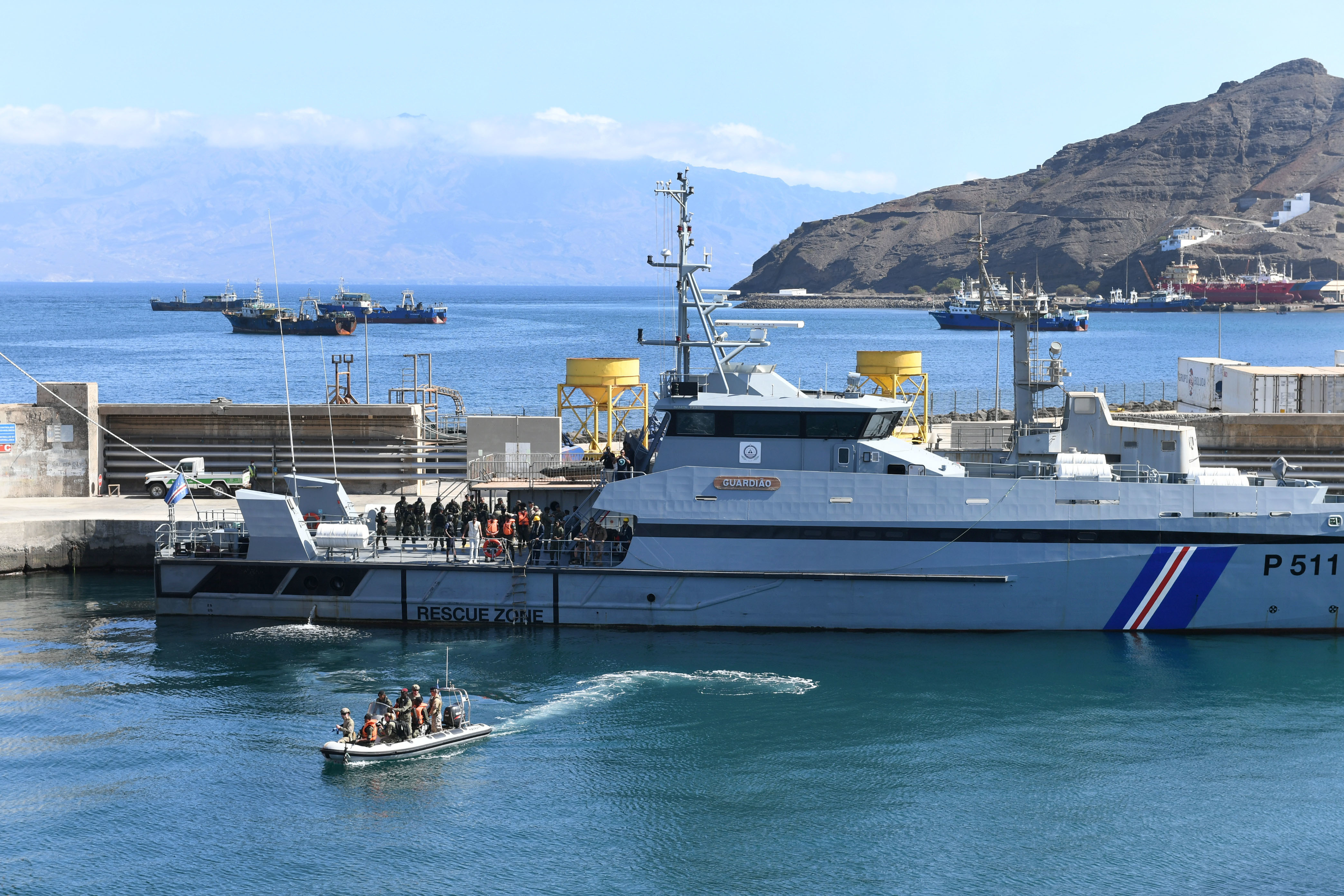
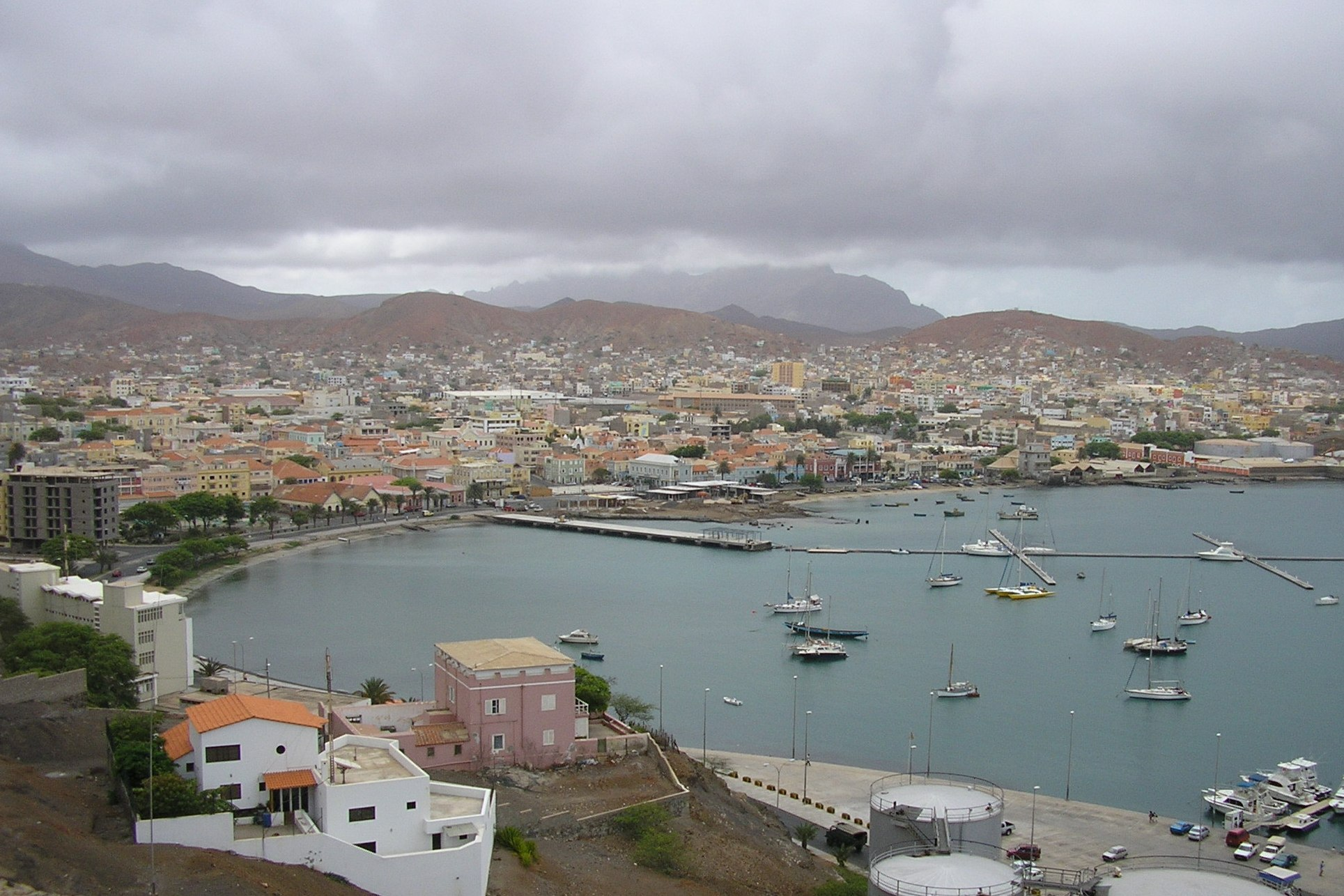
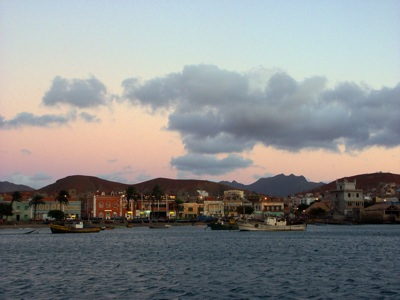
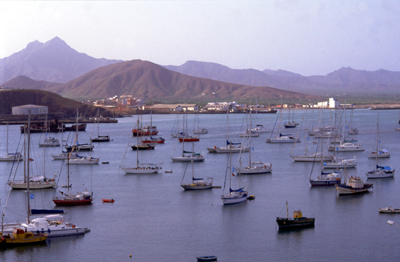